# Голубые молнии
«Голубые молнии» — советский фильм 1978 года режиссёра Исаака Шмарука по мотивам одноимённого романа Александра Кулешова.

## Сюжет
В восемнадцать лет амбициозный москвич Анатолий Ручьев готовился к поступлению в МГИМО, но из-за своей самоуверенности не проходит по конкурсу. Его призывают на срочную службу в армию, где он попадает в ВДВ. Для избалованного столичного парня условия службы в части и порядки десантных войск оказываются непривычны и слишком трудны, однако, офицеры и сослуживцы помогут ему стать настоящим десантником.

## В ролях
- Андрей Градов — Анатолий Ручьёв
- Ольга Жулина — Таня Кравченко
- Юрий Каморный — Копылов, лейтенант, командир десантной роты
- Леонид Белозорович — Кузнецов
- Константин Степанков - Иван Степанович Луценко, гвардии прапорщик
- Сергей Подгорный — Хворост
- Анатолий Матешко — Дойников
- Виктор Бутов — Сосновский
- Василий Очеретяный — Щукин
- Анатолий Фоменко — Василенко
- Сергей Свечников — Васнецов, лейтенант-десантник
- Галина Долгозвяга — Наталья Дмитриевна, военврач
- Вячеслав Воронин — Иосиф Иванович, тренер
- Николай Досенко — отец Анатолия
- Марианна Стриженова — мама Анатолия
- Николай Сектименко — Яковина